# Бурна-Буриаш II
Бурна-Буриаш II — касситский царь Вавилонии, правил приблизительно в 1376 — 1347 годах до н. э.
Младший сын Куригальзу I.

## Отношения с Египтом
Дипломатическая переписка между Бурна-Буриашем и фараонами сохранилась в девяти письмах Амарны, обозначенных EA (для Эль-Амарны) с №6 по № 14. Бурна-Буриаш II вступил на престол почти одновременно с фараоном Аменхотепом IV (Эхнатоном), но успел ещё отправить его отцу Аменхотепу III письмо о своём воцарении:

«Ниммурии (Небмаатра, клинописное тронное имя Аменхотепа III), царю страны Мицри (Египта), моему брату скажи: так говорит Бурна-Буриаш, царь страны Кардуниаш, твой брат. Со мною все благополучно. С тобой, твоими женами, твоими сыновьями, твоей страной, твоими вельможами, твоими конями, твоими колесницами пусть будет очень благополучно! Как прежде ты и мой отец были в дружбе друг с другом, так теперь я и ты друг с другом! Между нами никакого иного дела не возникнет! Чего ты в моей стране ни пожелаешь, напиши, пусть доставят тебе. И чего я ни желаю в твоей стране, да напишу я, и пусть доставят мне».

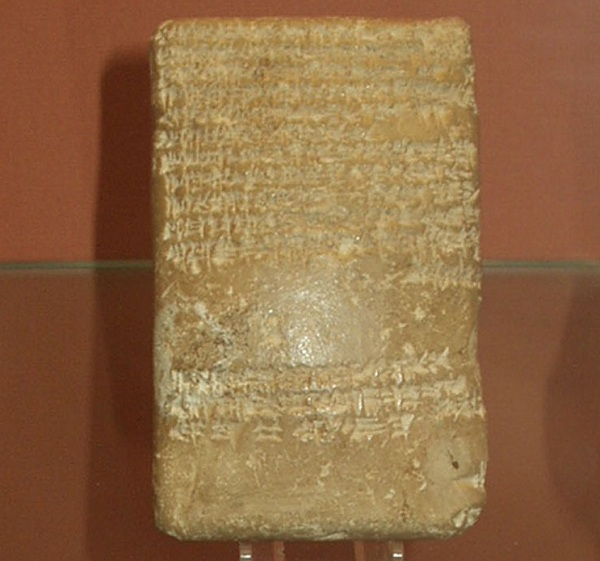
Оборотная сторона глиняной клинописной таблички EA 9, письмо Бурна-Буриаша II Нибхурререе (Тутанхамону?). Зал 55 Британского музея.

С Эхнатоном Бурна-Буриаш II в начале своего царствования также старался поддерживать дружественные отношения. Доказательством этому служит поздравительное письмо Бурна-Буриаша этому египетскому фараону в связи с вступлением последнего на престол, в котором Бурна-Буриаш заверяет фараона в своей дальнейшей дружбе и даже собирается послать ему дочь в гарем. Однако Эхнатон, занятый своими религиозными реформами, был плохим дипломатом и сам для борьбы и строительства нуждался в золоте, а поэтому был далеко не так щедр, как его отец. Тон дошедших до нас пяти писем Бурна-Буриаша уже иной, чем у его отца: он проникнут чувством и личного, и государственного достоинства. Уже в первом письме он жалуется, что фараон не потрудился справиться о его здоровье, когда он был болен. Правда, его посол сказал ему, что «в стране моего брата имеется всё, и он ни в чём не нуждается, и что и у меня есть всё, и мне ничего не надо», то есть дело сводится к простым официальным отношениям. Но это нежелательно, и он посылает кое-какие подарки, пока немного (4 мины лазоревого камня и 5 упряжек лошадей) — ведь расстояние велико и путь затруднителен. А ему самому необходимо золото — пусть его брат пришлёт золота, но сам не доверяя чиновникам, так как недавнее поступление, запечатанное не в присутствии царя, не выдержало испытания и оказалось неполновесным. Всё это мало помогло.
В следующих письмах Бурна-Буриаш жалуется, что послы три раза были у него и ничего с собой не приносили, поэтому и он ответил тем же. Тогда фараон послал 20 мин золота, но оно опять оказалось неполновесным (когда положили в печь, не оказалось и 5 мин); это рассердило вавилонского царя. Он писал Эхнатону: «Если ты не можешь быть столь же щедрым, как твой отец, то пришли хоть половину…»
Кроме того, Эхнатон, не признававший этикета у себя дома, не считался с ним и в международных отношениях, а вавилонский царь, по-видимому, был крайне щепетилен. В одном письме, где дело идёт об отправлении вавилонской царевны в Египет, для конвоирования которой фараон прислал всего пять колесниц, Бурна-Буриаш ужасается: «Пять колесниц! Что скажут соседние цари: дочь великого царя конвоируют пять колесниц? Когда мой отец отправлял мою сестру к твоему отцу, её сопровождало три тысячи человек». Но бывали и более серьёзные недоразумения. Аменхотеп IV принял послов от царя Ассирии, которого вавилоняне считали своим вассалом, с таким же почётом, как послов Бурна-Буриаша. Это привело последнего в большой гнев. Заключение дипломатических отношений Египта с Ассирией вызвало недовольство в Вавилонии, которая сохраняла свои притязания на верховную власть в Ассирии, хотя давно её уже не осуществляла. Бурна-Буриаш даже заявил в одном из своих писем протест фараону, но безрезультатно: «Теперь, вот, ашшурцы, мои данники — разве я не сообщил тебе, каково их намерение? Почему они пришли в твою страну? Если ты любишь меня, пусть они не осуществят никакого дела. Отправь их с пустыми руками!»
Наконец, большое неудовольствие возбуждали в вавилонском царе неоднократные нападения на его послов в Сирии, которая теперь, предоставленная сама себе, сделалась центром анархии и разбоя. Он жалуется в одном письме на разграбление каравана его посла; другое специально посвящено жалобе на поступок с его купцами: 

«Нафуририи (Неферхеперура — тронное имя Аменхотепа IV), царю Египта, моему брату, Бурна-Буриаш, царь Кардуниаша, твой брат! Тебе, твоей стране, твоему дому, твоим жёнам, твоим сыновьям, твоим вельможам, твоим коням, твоим колесницам привет. Я и мой брат заключили дружбу и сказали взаимно: „Как наши отцы, будем и мы друзьями“. А вот, когда мои купцы, уехавшие с Аху-табу, задержались в Ханаане, Шумадда, сын Буламмии, и Шутатна, сын Шарату, князья города Акко, выслали своих людей, убили моих купцов и похитили их деньги. Я послал к тебе, спросил посла: он расскажет тебе. Ханаан — твоя страна; её цари — твои слуги. Я оскорблён в твоей стране. Накажи их, возврати деньги, которые они похитили; казни людей, убивших моих слуг, отомсти за кровь их. Если ты не казнишь этих людей, они ещё раз перебьют мои караваны, а то и твоих послов, и между нами будет перерезано сообщение, а твои люди от тебя отпадут».
Вероятно, все эти упрёки и требования возымели действие, по крайней мере, до нас дошли огромные списки подарков фараона Бурна-Буриашу, вероятно, по поводу приезда к нему вавилонской царевны. Перечисление их на табличке EA 13 заняло 307 строк клинописного текста, разделённых на четыре колонки — вещи из золота, серебра, бронзы, слоновой кости и тому подобное. Однако в конце концов отношения испортились, и «царь Кашши» (касситского Вавилона) оказался в числе врагов фараона. Бурна-Буриаш разорвал союз с Египтом и начал ориентироваться на враждебные ему Хеттское царство.

## Отношения с Митанни
На царствование Бурна-Буриаша II, «царя множеств», падает начало быстрого упадка Митанни в Верхней Месопотамии, вызванного натиском, с одной стороны, хеттов, а с другой — Ашшура, правители которого в это время стали уже полуофициально титуловаться «царями Ассирии» и пытались вести великодержавную политику.
Когда в Митанни был убит царь Тушратта, Бурна-Буриаш, в условиях развернувшейся в Митанни борьбы за власть, принял сторону Артадамы II и его сына Шуттарны III. Сторонник Шаттивазы военачальник Агит-Тешуб, бежавший вместе с 200 колесницами от Шуттарны III в Вавилонию, был там казнён, а Бурна-Буриаш присвоил себе имущество Агит-Тешуба и его колесницы. Сын Тушратты Шаттиваза, скрывающийся в Вавилонии, опасаясь за свою жизнь, был вынужден бежать от Бурна-Буриаша к хеттам..

## Дипломатические браки
Дипломатия с соседними странами Вавилона, велась через царские браки. Согласно одной нововавилонской копии литературного текста в форме письма, которая в настоящее время находится в Музее Передней Азии в Берлине, одна из дочерей Бурна-Буриаша II была отдана замуж за эламского правителя Унташ-Напиришу. Это письмо было адресовано касситскому двору эламским царём. В нём подробно описана генеалогия эламской царской семьи того периода, и из неё мы видим, что Пахир-ишшан женился на сестре Куригальзу I, а Хумбан-нумена I женился на его дочери, а его сын Унташ-Напириша был обручен с дочерью Бурна-Буриаша II. Возможно, это была Напир-Асу, чья статуя без головы сейчас находится в Лувре в Париже. Также Унташ-Напириша посвятил статую бога Immirija своему тестю. Она была найдена в Чога-Занбиль. 
К концу правления Бурна-Буриаша, видимо, наметилось некоторое потепление в отношениях между Ассирией и Вавилоном. Дочь ассирийского царя Ашшур-убаллита I Мубаллитат-Шеруа (mMu-bal-li-ta-aṯ iluŠe-rù-at) была выдана замуж за одного из сыновей Бурна-Буриаша, а в Ашшуре был выстроен специальный храм, посвящённый Мардуку. То, что Ашшурубаллит I ашшурский прислал свою дочь в жены сыну Бурна-Буриаша, последний, вероятно, рассматривал как признание Ашшуром его более высокого положения, но Ашшурубаллит, надо думать, считал это шагом к дальнейшему подчинению себе вслед за Верхней также и Нижней Месопотамии.
Вполне вероятно, что Суппилулиума I, царь хеттов, женился на ещё одной дочери Бурна-Буриаша II, своей третьей и последней жене, которая впоследствии была известна под традиционным титулом таваннанна. По словам её пасынка Мурсили II, она стала настоящей возмутительницей спокойствия, интриганкой и убийцей, как в случае с женой Мурсили, навязывая свои странные иностранные обычаи хеттскому двору и, в конечном итоге, была изгнана. Свидетельство об этом сохранилось в двух молитвах, в которых Мурсили II осуждал её.
Со времён Бурна-Буриаша вновь появляются во множестве вавилонские деловые и хозяйственные документы, совершенно отсутствующие от периода с начала XVI по начало XIV века до н. э., как в Касситском царстве, так и в царстве Страны Моря.
Согласно шумерской надписи на кирпиче из Ларсы Бурна-Буриаш II реставрировал Э-баббар храм Шамаша в этом городе. Следующая фрагментарная кирпичная надпись, происходящая из Ниппура, упоминает Энлиля, и относится, вероятно, к строительным работам в храме Э-кур, выполненным этим царём. Надписи Набонида упоминают строительные работы Бурна-Буриаша в храме Шамаша в Сиппаре.
Правил Бурна-Буриаш II 36 лет.
| III Вавилонская (касситская) династия |                                              |                        |
| Предшественник: Кадашман-Эллиль I     | царь Вавилона ок. 1376 — 1347 годов до н. э. | Преемник: Караиндаш II |